# Shusuke Yonehara
Shusuke Yonehara (født 20. april 1998) er en japansk fodboldspiller, som spiller for den japanske fodboldklub Matsumoto Yamaga FC.